# Unidos da Cidade Nova
O Grêmio Recreativo Escola de Samba Unidos da Cidade Nova é uma escola de samba da cidade de Manaus, no estado brasileiro do Amazonas., situada no bairro da Cidade Nova, na Zona Norte. Suas cores são o azul, o vermelho e o branco e seu símbolo é a arara vermelha.

## História
A agremiação foi fundada no ano de 2007 por moradores de uma das ruas mais tradicionais do bairro da Cidade Nova, a Rua Curió ,com o grande sonho de unir e fortalecer a comunidade culturalmente e contribuindo para o desenvolvimento do bairro, tendo como seus principais membros e fundadores Cássio Camargo (Cabeça), Moisés Camargo (Moca), Silvia Camargo, Francisco Regis, José Regis, Gervazio Lúcio (Buchudo), Júlio Silva, Fátima Romano, Paulo Miranda, Mafra, Seu Bahia, Dona Esmeralda, Neguinho, Deca e Marquinho.
Hoje, a escola já conta com três títulos no carnaval manauara, sendo um pelo Grupo B em 2010 (ao abordar a história da Fundação Dr. Thomaz), um pelo Grupo de Acesso C em 2013 (com um enredo sobre o candomblé), e um pelo Grupo de Acesso B em 2016 (ao homenagear a coirmã Mocidade de Aparecida).

## Segmentos

### Presidentes
2020 - 2024 Fátima Romano

### Corte de bateria
| Ano  | Rainha         | Rainha da escola | Ref. |
| ---- | -------------- | ---------------- | ---- |
| 2014 | Maylin Menezes |                  |      |
| 2015 | Jaynne araujo  | Rebeca Paixão    |      |

## Carnavais
| Ano  | Colocação   | Grupo    | Enredo                                                                                        | Carnavalesco | Intérprete | Ref   |
| ---- | ----------- | -------- | --------------------------------------------------------------------------------------------- | ------------ | ---------- | ----- |
| 2008 | 3º lugar    | 3        | Álvaro Campelo                                                                                |              |            |       |
| 2009 | Vice-campeã | B        | Nosso Esporte é Nossa glória, 2014 Mudará a Nossa História                                    |              |            | [ 2 ] |
| 2010 | Campeã      | B        | Fundação Dr. Thomaz                                                                           |              |            |       |
| 2011 | Vice-campeã | B        | Cidade Nova, 30 Anos em Aquarela                                                              |              |            |       |
| 2012 |             | Acesso C |                                                                                               |              |            | [ 3 ] |
| 2013 | Campeã      | Acesso C | Candomblé                                                                                     |              |            |       |
| 2014 | 3º Lugar    | Acesso B | Yara: A Guerreira das Águas                                                                   |              |            |       |
| 2015 | 3º Lugar    | Acesso B | Amazonas: jardim dos ritmos, berço de grandes festas                                          |              |            |       |
| 2016 | Campeã      | Acesso B | Sou Soberana. Sou Emoção. Sou Alegria, Força, Raça e Paixão. 21 vezes no Pódio da Consagração |              |            |       |
| 2017 | 3º Lugar    | Acesso A | Malandro Amazonense: Apollo Ferreira, de Mestre-Sala à Presidente                             |              |            |       |
| 2018 | 4° Lugar    | Acesso A | Babá, Tatá, Adalberto Nunes: um toque de esperança no Recanto de Xangô                        |              |            |       |
| 2019 | 2º Lugar    | Acesso A | Óbidos, A Sentinela da Amazônia                                                               |              |            |       |
| 2020 | 9º lugar    | Acesso A | Da pedra pintada o filho da terra surgiu, no coração do Amazonas pra todo o Brasil.           |              |            |       |
| 2021 |             | Acesso A |                                                                                               |              |            |       |